# Etlingera facifera
Etlingera facifera är en enhjärtbladig växtart som beskrevs av Axel Dalberg Poulsen. Etlingera facifera ingår i släktet Etlingera och familjen Zingiberaceae. Inga underarter finns listade i Catalogue of Life.